# Puzi, Wanzhou
Puzi (kinesiska: 普子) är en socken i sydvästra Kina. Den ligger i stadsdistriktet Wanzhou i storstadsområdet Chongqing, omkring 240 kilometer nordost om det centrala stadsdistriktet Yuzhong. Antalet invånare är 8295. Befolkningen består av 4 025 kvinnor och 4 270 män. Barn under 15 år utgör 25,0 %, vuxna 15-64 år 59 %, och äldre över 65 år 15,0 %.